# Thomas Johnson
Horace Thomas Johnson (Fulham, 30 dicembre 1886 – 12 agosto 1966) è stato un pistard britannico.

## Palmarès
- Giochi olimpici

Anversa 1920: argento nel tandem, argento nell'inseguimento a squadre, argento nella velocità.